# Аллан, Вильям
Сэр Уильям Аллан, Эллан (англ. William Allan; 1782—1850) — шотландский живописец, председатель Шотландской академии художеств.

## Биография
Вильям Аллан родился в 1782 году в Эдинбурге.
Обучался в рисовальной школе своего города и отправился затем в Лондон; здесь он продолжал свои занятия и написал для выставки 1805 году свою первую картину, «Цыганского мальчика»; затем он провел восемь лет в Российской империи и, путешествуя по Крыму и Кавказу, собрал богатый материал для своих художественных работ.

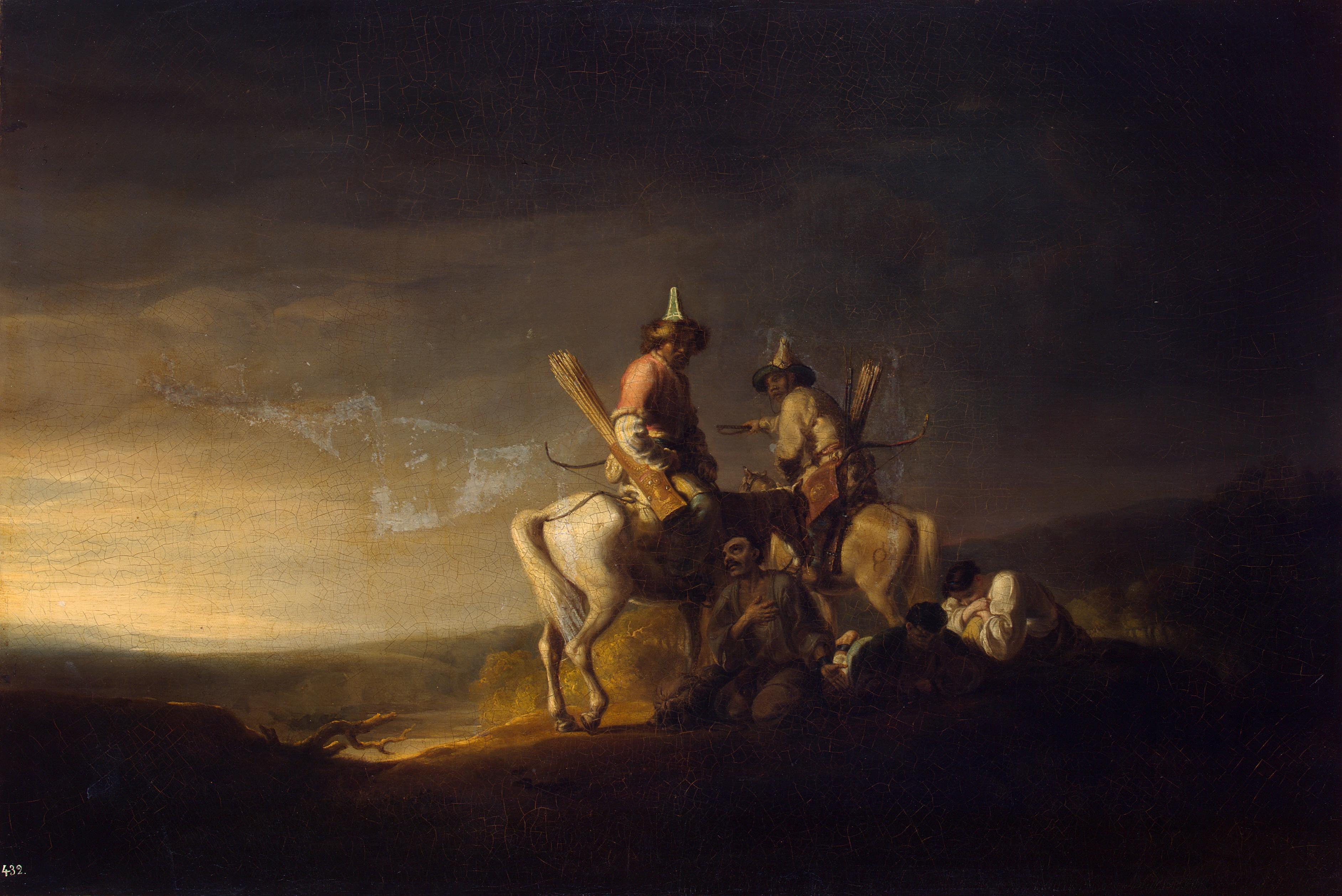
Башкиры, Эрмитаж, (1814)

В 1814 году Вильям Аллан возвратился в Эдинбург, но оставался незамеченным до тех пор, пока Вальтер Скотт не повлиял на покупку по подписке за 1000 гиней его картины «Черкесские вожди со своими пленными». Аллан, до тех пор исключительно жанровый живописец, обратился к исторической живописи и создал целый ряд сцен из шотландской истории, из которых особенный успех имели «Убийство архиепископа Шарпа» и «Джон Кнокс перед Марией Стюарт» (1823).
Из-за болезни глаз на некоторое время приостановил свои занятия живописью и предпринял путешествие в Италию, Грецию и Турцию; одним из результатов этого путешествия стала картина «Рынок невольников в Константинополе», благодаря которой Аллан прославился в обществе. 
Интересные работы он привез также из поездки в Испанию и Северную Африку. Во время своего второго визита в Россию в Санкт-Петербурге он написал в 1841 году по заказу императора Николая I историческую картину «Петр Великий учит своих подданных кораблестроению». В 1826 году он назначен Associate, в 1835 году — действительным членом Лондонской академии, в 1837 году выбран председателем Эдинбургской академии живописи и скульптуры.
В 1841 году Вильям Аллан назначен на место Уилки шотландским придворным живописцем (Queens Limner for Scotland) и получил титул Сэра.
Впоследствии он много писал картины на военную тематику, в частности, сражение при Ватерлоо.
Сэр Вильям Аллан скончался 23 февраля 1850 года в Эдинбурге.

## Избранные картины Аллана

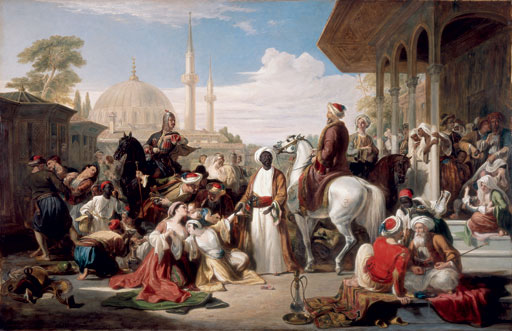
Рынок невольников в Константинополе

- Russian Peasants keeping their Holiday (1809)
- Bashkirs (1814)
- Frontier Guard (1814)
- The Sale of Circassian Captives to a Turkish Bashaw (1816)
- Tartar Robbers dividing Spoil (1817)
- John Knox admonishing Mary, Queen of Scots (1823)
- The Regent Murray shot by Hamilton of Bothwellhaugh (1825)
- The Black Dwarf (1827)
- Lord Byron in a Turkish Fisherman’s House after swimming across the Hellespont (1831)
- Slave Market (1838)
- The Signing of the National Covenant in Greyfriars Kirkyard
- The Recovery of the stolen Child (1841)
- Battle of Prestonpans (1842)
- Peter the Great teaching his Subjects the Art of Shipbuilding (1845)
- Waterloo, June 18, 1815 (1843)
- The Duke of Wellington — en route to Quatre Bras (1844)
- The Battle of Waterloo (1845)
- Battle of Bannockburn
- Heroism and Humanity (Robert the Bruce with soldiers) (1840)